# Samir Kamouna
Samir Ibrahim Kamouna (arabe : سمير كمونة) (né le 2 avril 1972 au Caire en Égypte) est un joueur de football international égyptien, qui évoluait au poste de défenseur.

## Biographie

### Carrière en sélection
Avec l'équipe d'Égypte, il dispute 36 matchs (pour 8 buts inscrits) entre 1995 et 2000. Il figure notamment dans le groupe des sélectionnés lors des CAN de 1996 et de 1998.
Il figure également dans le groupe des sélectionnés lors la Coupe des confédérations de 1999 (sans toutefois jouer de matchs).
Il joue enfin la Coupe du monde des moins de 20 ans 1991 organisée en Australie. Lors de cette compétition, il inscrit un but face à l'équipe de Trinité et Tobago.

## Palmarès

### Palmarès en club
| Al Moqaouloun - Coupe d'Égypte (1) : - Vainqueur : 1994-95. |  | Al Ahly - Championnat d'Égypte (2) : - Champion : 1996-97 et 1997-98. - Coupe d'Égypte (1) : - Vainqueur : 2002-03. - Supercoupe d'Égypte (2) : - Vainqueur : 1997 et 1998. |

### Palmarès en sélection
Égypte
- Coupe d'Afrique des nations (1) :
  - Vainqueur : 1998.